# Arhansus
Arhansus (en euskera Arhantsusi) es una pequeña localidad y comuna francesa, situada en el departamento de Pirineos Atlánticos, en la región de Aquitania. Pertenece al territorio histórico vascofrancés de Baja Navarra. 
Administrativamente pertenece al distrito de Bayona y al cantón de País de Bidache, Amikuze y Ostibarre.

## Geografía
La comuna se halla atravesada por el río Bidouze, afluente del Adour

## Demografía
| Gráfica de evolución demográfica de Arhansus entre 1800 y 2012 |
|                                                                |

Fuentes: Ldh/EHESS/Cassini e INSEE.